# Diuraphis holci
Diuraphis holci är en insektsart som först beskrevs av Hille Ris Lambers 1956.  Diuraphis holci ingår i släktet Diuraphis och familjen långrörsbladlöss. Arten är reproducerande i Sverige. Inga underarter finns listade i Catalogue of Life.